# Barmainville
Barmainville település Franciaországban, Eure-et-Loir megyében. Lakosainak száma 94 fő (2022. január 1.). Barmainville Boisseaux és Andonville községekkel határos.

## Népesség
A település népességének változása:
| Lakosok száma | 118  | 101  | 89   | 134  | 124  | 122  | 117  | 107  | 100  | 94   |
|               | 1968 | 1982 | 1990 | 2006 | 2013 | 2015 | 2017 | 2019 | 2020 | 2022 |